# Los Angeles Lakers 2003-2004
La stagione 2003-04 dei Los Angeles Lakers fu la 55ª nella NBA per la franchigia.
I Los Angeles Lakers vinsero la Pacific Division della Western Conference con un record di 56-26. Nei play-off vinsero il primo turno con gli Houston Rockets (4-1), la semifinale di conference con i San Antonio Spurs (4-2), la finale di conference con i Minnesota Timberwolves (4-2), perdendo poi la finale NBA con i Detroit Pistons (4-1).

## Draft
| Giro | Scelta | Giocatore   | Posizione   | Nazionalità | Università/Club |
| ---- | ------ | ----------- | ----------- | ----------- | --------------- |
| 1    | 24     | Brian Cook  | ala grande  | Stati Uniti | Illinois        |
| 2    | 32     | Luke Walton | ala piccola | Stati Uniti | Arizona         |

## Regular season
| Squadra                | V  | P  | %    | GB |
| ---------------------- | -- | -- | ---- | -- |
| Los Angeles Lakers     | 56 | 26 | 68,3 | -  |
| Sacramento Kings       | 55 | 27 | 67,1 | 1  |
| Portland Trail Blazers | 41 | 41 | 50,0 | 15 |
| Golden State Warriors  | 37 | 45 | 45,1 | 19 |
| Seattle SuperSonics    | 37 | 45 | 45,1 | 19 |
| Phoenix Suns           | 29 | 53 | 35,4 | 27 |
| Los Angeles Clippers   | 28 | 54 | 34,1 | 28 |

## Play-off

### Primo turno
Gara 1
| 17 aprile 2004 | Los Angeles Lakers | 72 – 71 | Houston Rockets |  |

Gara 2
| 19 aprile 2004 | Los Angeles Lakers | 98 – 84 | Houston Rockets |  |

Gara 3
| 23 aprile 2004 | Houston Rockets | 102 – 91 | Los Angeles Lakers |  |

Gara 4
| 25 aprile 2004 | Houston Rockets | 88 – 92 TS | Los Angeles Lakers |  |

Gara 5
| 28 aprile 2004 | Los Angeles Lakers | 97 – 78 | Houston Rockets |  |

### Semifinali di Conference
Gara 1
| 2 maggio 2004 | San Antonio Spurs | 88 – 78 | Los Angeles Lakers |  |

Gara 2
| 5 maggio 2004 | San Antonio Spurs | 95 – 85 | Los Angeles Lakers |  |

Gara 3
| 9 maggio 2004 | Los Angeles Lakers | 105 – 81 | San Antonio Spurs |  |

Gara 4
| 11 maggio 2004 | Los Angeles Lakers | 98 – 90 | San Antonio Spurs |  |

Gara 5
| 13 maggio 2004 | San Antonio Spurs | 73 – 74 | Los Angeles Lakers |  |

Gara 6
| 15 maggio 2004 | Los Angeles Lakers | 88 – 76 | San Antonio Spurs |  |

### Finale di Conference
Gara 1
| 21 maggio 2004 | Minnesota Timberwolves | 88 – 97 | Los Angeles Lakers |  |

Gara 2
| 23 maggio 2004 | Minnesota Timberwolves | 89 – 71 | Los Angeles Lakers |  |

Gara 3
| 25 maggio 2004 | Los Angeles Lakers | 100 – 89 | Minnesota Timberwolves |  |

Gara 4
| 27 maggio 2004 | Los Angeles Lakers | 92 – 85 | Minnesota Timberwolves |  |

Gara 5
| 29 maggio 2004 | Minnesota Timberwolves | 98 – 96 | Los Angeles Lakers |  |

Gara 6
| 31 maggio 2004 | Los Angeles Lakers | 96 – 90 | Minnesota Timberwolves |  |

### NBA Finals 2004
Gara 1
| 6 giugno 2004 | Detroit Pistons | 87 – 75 | Los Angeles Lakers |  |

Gara 2
| 8 giugno 2004 | Detroit Pistons | 91 – 99 TS | Los Angeles Lakers |  |

Gara 3
| 10 giugno 2004 | Los Angeles Lakers | 68 – 88 | Detroit Pistons |  |

Gara 4
| 13 giugno 2004 | Los Angeles Lakers | 80 – 88 | Detroit Pistons |  |

Gara 5
| 15 giugno 2004 | Los Angeles Lakers | 87 – 100 | Detroit Pistons |  |

## Roster
| \| Pos. \| Num. \| Naz. \| Nome \| Altezza \| Peso \| Data nascita \| Provenienza \| \| ---- \| ---- \| ---- \| --------------------- \| ------- \| ------ \| ------------ \| --------------------------------------- \| \| G \| 8 \| \| Bryant, Kobe \| 198 cm \| 91 kg \| 23-08-1978 \| Lower Merion High School (Pennsylvania) \| \| G \| 1 \| \| Carter, Maurice \| 196 cm \| 95 kg \| 12-10-1976 \| LSU \| \| A \| 7 \| \| Cook, Brian \| 206 cm \| 106 kg \| 04-12-1980 \| Illinois \| \| G \| 2 \| \| Fisher, Derek \| 185 cm \| 91 kg \| 09-08-1974 \| Arkansas–Little Rock \| \| G/AP \| 17 \| \| Fox, Rick \| 201 cm \| 104 kg \| 24-07-1969 \| North Carolina \| \| G/AP \| 3 \| \| George, Devean \| 203 cm \| 100 kg \| 29-08-1977 \| Augsburg College \| \| A/C \| 54 \| \| Grant, Horace \| 208 cm \| 98 kg \| 04-07-1965 \| Clemson \| \| A \| 11 \| \| Malone, Karl \| 206 cm \| 113 kg \| 24-07-1963 \| Louisiana Tech \| \| A \| 14 \| \| Medvedenko, Stanislav \| 208 cm \| 113 kg \| 04-04-1979 \| BC Kyiv (Ukraine) \| \| C \| 34 \| \| O'Neal, Shaquille \| 216 cm \| 147 kg \| 06-03-1972 \| LSU \| \| G \| 12 \| \| Pargo, Jannero \| 185 cm \| 79 kg \| 22-10-1979 \| Arkansas \| \| G \| 20 \| \| Payton, Gary \| 193 cm \| 82 kg \| 23-07-1968 \| Oregon State \| \| G \| 21 \| \| Rush, Kareem \| 198 cm \| 98 kg \| 30-10-1980 \| Missouri \| \| A \| 9 \| \| Russell, Bryon \| 201 cm \| 102 kg \| 31-12-1970 \| Long Beach State \| \| A/C \| 31 \| \| Sampson, Jamal \| 211 cm \| 107 kg \| 15-05-1983 \| UC Berkeley \| \| A \| 5 \| \| Udoka, Ime \| 198 cm \| 98 kg \| 09-08-1977 \| San Francisco \| \| A \| 4 \| \| Walton, Luke \| 203 cm \| 107 kg \| 28-03-1980 \| Arizona \| | Allenatore - Phil Jackson Assistente/i - Jim Cleamons (Vice-allenatore) - Frank Hamblen (Vice-allenatore) - Kurt Rambis (Vice-allenatore) - Tex Winter (Vice-allenatore) - Gary Vitti (Preparatore atletico) - [[]] (Preparatore atletico) Legenda - (C) Capitano - (FA) Free agent - (S) Sospeso - (TW) Contratto Two-way - (GL) Assegnato a squadra G League affiliata - Infortunato Roster • Transazioni · Ultima transazione: 24 giugno 2004 |                        |                       |         |        |              |                                         |
| Pos. | Num. | Naz.                   | Nome                  | Altezza | Peso   | Data nascita | Provenienza                             |
| G | 8 | Stati Uniti (bandiera) | Bryant, Kobe          | 198 cm  | 91 kg  | 23-08-1978   | Lower Merion High School (Pennsylvania) |
| G | 1 | Stati Uniti (bandiera) | Carter, Maurice       | 196 cm  | 95 kg  | 12-10-1976   | LSU                                     |
| A | 7 | Stati Uniti (bandiera) | Cook, Brian           | 206 cm  | 106 kg | 04-12-1980   | Illinois                                |
| G | 2 | Stati Uniti (bandiera) | Fisher, Derek         | 185 cm  | 91 kg  | 09-08-1974   | Arkansas–Little Rock                    |
| G/AP | 17 | Stati Uniti (bandiera) | Fox, Rick             | 201 cm  | 104 kg | 24-07-1969   | North Carolina                          |
| G/AP | 3 | Stati Uniti (bandiera) | George, Devean        | 203 cm  | 100 kg | 29-08-1977   | Augsburg College                        |
| A/C | 54 | Stati Uniti (bandiera) | Grant, Horace         | 208 cm  | 98 kg  | 04-07-1965   | Clemson                                 |
| A | 11 | Stati Uniti (bandiera) | Malone, Karl          | 206 cm  | 113 kg | 24-07-1963   | Louisiana Tech                          |
| A | 14 | Ucraina (bandiera)     | Medvedenko, Stanislav | 208 cm  | 113 kg | 04-04-1979   | BC Kyiv (Ukraine)                       |
| C | 34 | Stati Uniti (bandiera) | O'Neal, Shaquille     | 216 cm  | 147 kg | 06-03-1972   | LSU                                     |
| G | 12 | Stati Uniti (bandiera) | Pargo, Jannero        | 185 cm  | 79 kg  | 22-10-1979   | Arkansas                                |
| G | 20 | Stati Uniti (bandiera) | Payton, Gary          | 193 cm  | 82 kg  | 23-07-1968   | Oregon State                            |
| G | 21 | Stati Uniti (bandiera) | Rush, Kareem          | 198 cm  | 98 kg  | 30-10-1980   | Missouri                                |
| A | 9 | Stati Uniti (bandiera) | Russell, Bryon        | 201 cm  | 102 kg | 31-12-1970   | Long Beach State                        |
| A/C | 31 | Stati Uniti (bandiera) | Sampson, Jamal        | 211 cm  | 107 kg | 15-05-1983   | UC Berkeley                             |
| A | 5 | Stati Uniti (bandiera) | Udoka, Ime            | 198 cm  | 98 kg  | 09-08-1977   | San Francisco                           |
| A | 4 | Stati Uniti (bandiera) | Walton, Luke          | 203 cm  | 107 kg | 28-03-1980   | Arizona                                 |

## Staff tecnico
- Allenatore: Phil Jackson
- Vice-allenatori: Jim Cleamons, Frank Hamblen, Kurt Rambis, Tex Winter
- Preparatore atletico: Gary Vitti

### Arrivi/partenze
Mercato e scambi avvenuti durante la stagione:
Arrivi
| N° | Naz. | Ruolo | Sportivo |  | Alt. |  |
| -- | ---- | ----- | -------- |  | ---- |  |

Partenze
| N° | Naz.                   | Ruolo | Sportivo       |  | Alt. |  |
| -- | ---------------------- | ----- | -------------- |  | ---- |  |
| 1  | Stati Uniti (bandiera) | G     | Maurice Carter |  |      |  |
| 5  | Nigeria (bandiera)     | AP    | Ime Udoka      |  |      |  |
| 12 | Stati Uniti (bandiera) | P     | Jannero Pargo  |  |      |  |

## Premi e onorificenze
- Shaquille O'Neal incluso nell'All-NBA First Team
- Kobe Bryant incluso nell'All-NBA First Team
- Kobe Bryant incluso nell'All-Defensive First Team